# 프레드 키팅

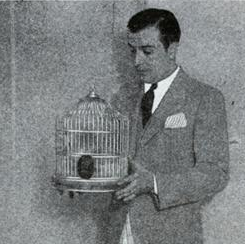

프레드 키팅(Fred Keating, 1897년 3월 27일 ~ 1961년 6월 29일)은 미국의 배우, 마술사이다.
뉴욕에서 태어났으며 뉴욕에서 사망하였다.